# Secamone
Genre
Secamonone est un genre de plantes à fleurs de la famille des Apocynaceae. Il fait partie de la sous-famille des Secamonoideae.

## Liste des espèces
- Secamone africana
- Secamone afzelii
- Secamone alba
- Secamone alpini
- Secamone andamanica
- Secamone angustifolioides
- Secamone ankarensis
- Secamone astephana
- Secamone attenuata
- Secamone attenuifolia
- Secamone auriculata
- Secamone australis
- Secamone axillaris
- Secamone badia
- Secamone bemarahensis
- Secamone betamponensis
- Secamone bicolor
- Secamone bifida
- Secamone bonii
- Secamone bosseri
- Secamone brachystigma
- Secamone brevicoronata
- Secamone brevipes
- Secamone buxifolia
- Secamone capitata
- Secamone castanea
- Secamone caudata
- Secamone celebica
- Secamone clavistyla
- Secamone cloiselii
- Secamone coronata
- Secamone cristata
- Secamone cuneifolia
- Secamone curtisii
- Secamone delagoensis
- Secamone dequairei
- Secamone dewevrei
- Secamone dilapidans
- Secamone discolor
- Secamone dolichorhachys
- Secamone drepanoloba
- Secamone ecoronata
- Secamone elegans
- Secamone elliotii
- Secamone elliptica
- Secamone emetica
- Secamone erythradenia
- Secamone falcata
- Secamone ferruginea
- Secamone filiformis
- Secamone flavida
- Secamone galinae
- Secamone geayi
- Secamone gerrardii
- Secamone glaberrima
- Secamone glabrescens
- Secamone goyderi
- Secamone gracilis
- Secamone grandiflora
- Secamone griffithii
- Secamone humbertii
- Secamone insularis
- Secamone jongkindii
- Secamone kjellbergii
- Secamone kunstleri
- Secamone lagenifera
- Secamone lankawiensis
- Secamone laxa
- Secamone lenticellata
- Secamone letouzeana
- Secamone ligustrifolia
- Secamone likiangensis
- Secamone linearifolia
- Secamone linearis
- Secamone lineata
- Secamone longituba
- Secamone maritima
- Secamone marsupiata
- Secamone minutiflora
- Secamone minutifolia
- Secamone multiflora
- Secamone neocaledonica
- Secamone nervosa
- Secamone obovata
- Secamone oleifolia
- Secamone pachyphylla
- Secamone pachystigma
- Secamone papuana
- Secamone pedicellaris
- Secamone penangiana
- Secamone perrieri
- Secamone pinnata
- Secamone polyantha
- Secamone pulchra
- Secamone punctulata
- Secamone racemosa
- Secamone reticulata
- Secamone retusa
- Secamone rhopalophora
- Secamone rodriguesiana
- Secamone rubra
- Secamone schatzii
- Secamone schimperiana
- Secamone schinziana
- Secamone schweinfurthii
- Secamone scortechinii
- Secamone siamensis
- Secamone sinica
- Secamone socotrana
- Secamone sparsiflora
- Secamone spirei
- Secamone stuhlmannii
- Secamone sulfurea
- Secamone sumatrana
- Secamone supranervis
- Secamone tenuifolia
- Secamone thouarsii
- Secamone timorensis
- Secamone toxocarpoides
- Secamone trichostemon
- Secamone triflora
- Secamone tsingycola
- Secamone tuberculata
- Secamone unciformis
- Secamone uncinata
- Secamone uniflora
- Secamone urceolata
- Secamone urdanetensis
- Secamone valvata
- Secamone varia
- Secamone variicolor
- Secamone venosa
- Secamone volubilis

## Publication originale
- Robert Brown, Prodromus Florae Novae Hollandiae, 1810, p. 464.